# بيجو 204
بيجو 204 (بالفرنسية: Peugeot 204) هي سيارة عائلية صغيرة من إنتاج شركة بيجو بين سنوات 1965-1976.

## معرض الصور

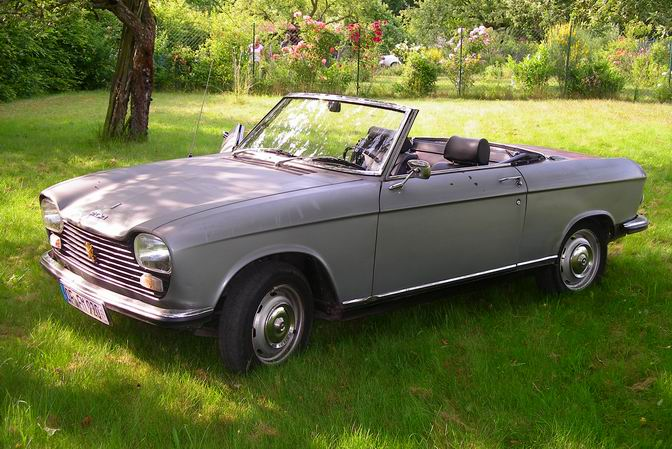
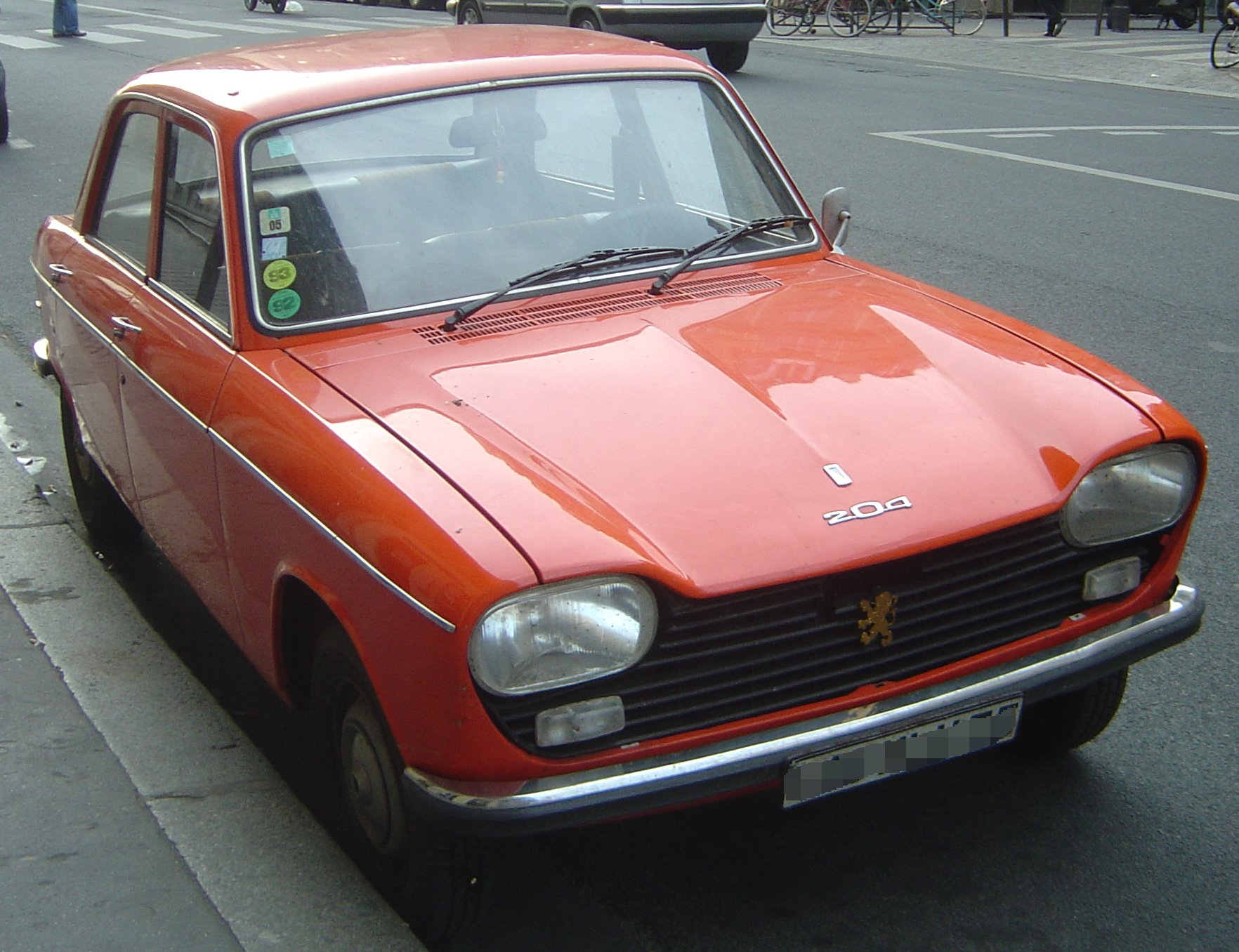
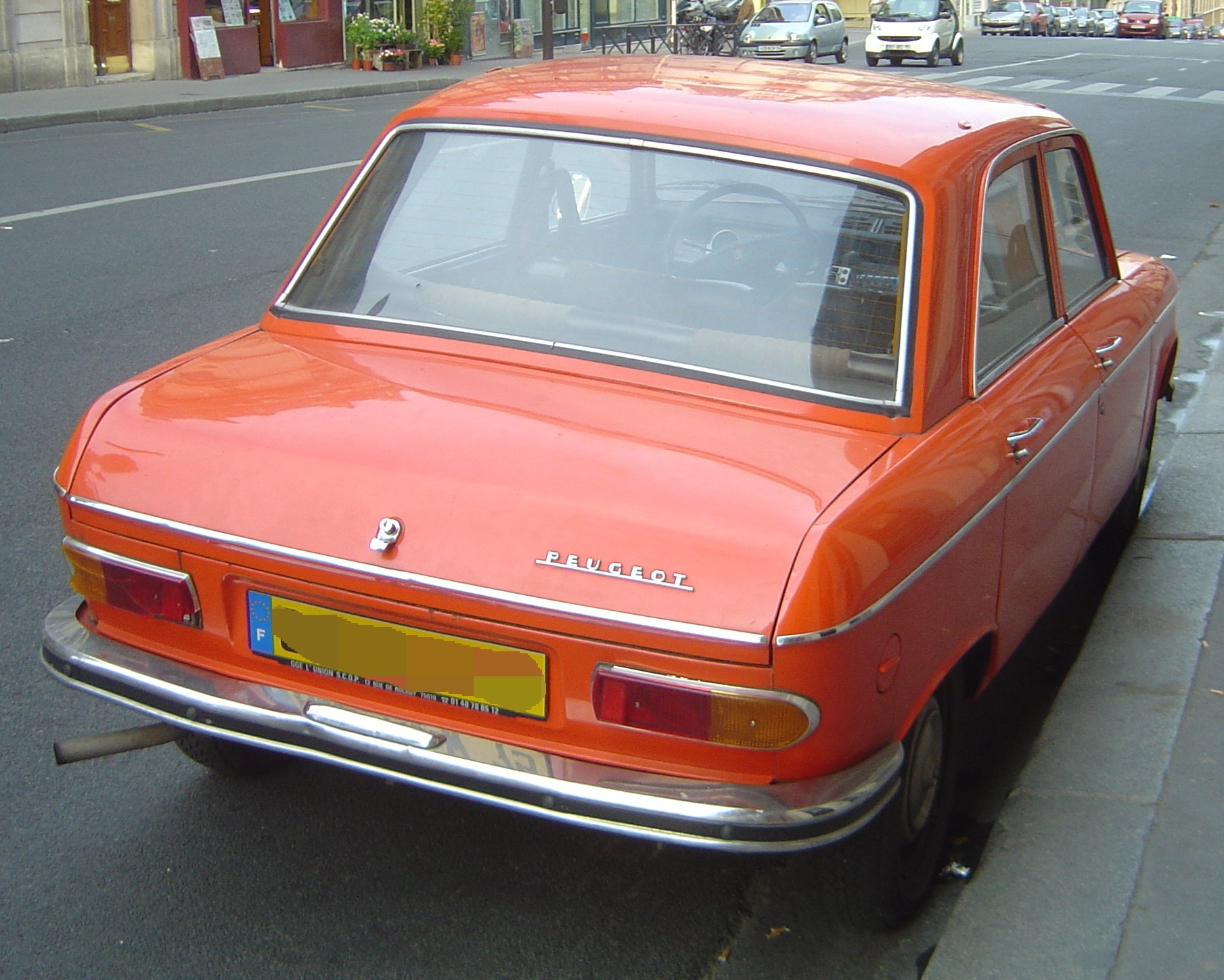